# Gangs of New York
Gangs of Nova York és una pel·lícula estatunidenca dirigida per Martin Scorsese i estrenada el 2002. Aquesta pel·lícula ha estat doblada al català.

## Argument
El 1862, un barri de Nova York és passat a sang i foc per un cap d'una banda anomenada «Americans de soca-rel», i pel fill d'un immigrant irlandès abatut setze anys abans en una guerra de bandes. Entre el final de la guerra d'independència dels Estats Units i el començament de la guerra de Secessió, la nació americana és encara embrionària i Nova York és a mans de bandes rivals i polítics corromputs. Així es formen i es confronten clans reagrupant els nous immigrants, principalment originaris d'Irlanda, i els americans, tot sobre fons de motins anti-reclutament.

## Repartiment

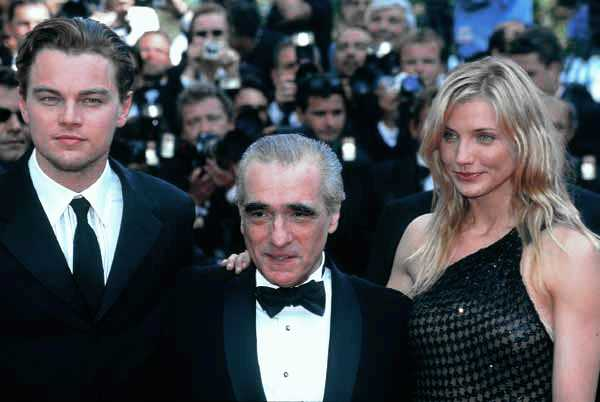
Leonardo DiCaprio, Martin Scorsese i Cameron Diaz, a Canes, el 2002

- Leonardo DiCaprio: Amsterdam Vallon
- Daniel Day-Lewis: Bill el carnisser
- Cameron Diaz: Jenny Everdeane
- Liam Neeson: Pare Vallon
- Brendan Gleeson: Monk McGinn
- John C. Reilly: Happy Jack
- Henry Thomas: Johnny Sirocco
- Jim Broadbent: William Tweed
- Roger Ashton-Griffiths: P.T.Barnum
- Stephen Graham: Shang
- Gary Lewis: McGloin

## Premis i nominacions

### Premis
- 2003: Globus d'Or al millor director per Martin Scorsese
- 2003: Globus d'Or a la millor cançó original per U2 amb "The Hands That Built America"
- 2003: BAFTA al millor actor per Daniel Day-Lewis

### Nominacions
- 2003: Oscar a la millor pel·lícula per Alberto Grimaldi i Harvey Weinstein
- 2003: Oscar al millor director per Martin Scorsese
- 2003: Oscar al millor actor per Daniel Day-Lewis
- 2003: Oscar al millor guió original per Jay Cocks, Steven Zaillian i Kenneth Lonergan
- 2003: Oscar a la millor fotografia per Michael Ballhaus
- 2003: Oscar a la millor direcció artística per Dante Ferretti i Francesca Lo Schiavo
- 2003: Oscar a la millor cançó per U2 amb "The Hands That Built America"
- 2003: Oscar al millor vestuari per Sandy Powell
- 2003: Oscar al millor muntatge per Thelma Schoonmaker
- 2003: Oscar al millor so per Tom Fleischman, Eugene Gearty i Ivan Sharrock
- 2003: Globus d'Or a la millor pel·lícula dramàtica
- 2003: Globus d'Or al millor actor dramàtic per Daniel Day-Lewis
- 2003: Globus d'Or a la millor actriu secundària per Cameron Diaz
- 2003: BAFTA a la millor pel·lícula per Alberto Grimaldi i Harvey Weinstein
- 2003: BAFTA al millor director per Martin Scorsese
- 2003: BAFTA al millor guió original per Jay Cocks, Steven Zaillian i Kenneth Lonergan
- 2003: BAFTA a la millor fotografia per Michael Ballhaus
- 2003: BAFTA a la millor música per Howard Shore
- 2003: BAFTA al millor disseny de producció per Dante Ferretti
- 2003: BAFTA al millor vestuari per Sandy Powell
- 2003: BAFTA al millor muntatge per Thelma Schoonmaker
- 2003: BAFTA al millor so per Tom Fleischman, Eugene Gearty, Ivan Sharrock i Philip Stockton
- 2003: BAFTA als millors efectes visuals per R. Bruce Steinheimer, Michael Owens, Edward Hirsh i Jon Alexander
- 2003: BAFTA al millor maquillatge per Manlio Rocchetti i Aldo Signoretti
- 2003: César a la millor pel·lícula estrangera
- 2004: Grammy al millor àlbum de banda sonora per pel·lícula, televisió o altre mitjà visual
- 2004: Grammy a la millor cançó per pel·lícula, televisió o altre mitjà visual per U2 amb "The Hands That Built America"

## Al voltant de la pel·lícula
- Martin Scorsese ja volia realitzar una adaptació cinematogràfica de la novel·la de Herbert J.Asbury els anys 1970. Però problemes pressupostaris el van obligar a rebutjar el rodatge fins al final dels anys 1990. El rodatge va arrencar el 2000.[3]
- La data de sortida de la pel·lícula fou igualment ajornada moltes vegades, en principi a causa dels atemptats de l'11 de setembre de 2001, després que sortissin a la premsa rumors amb relació a desacords entre el realitzador i la productora.[4]
- Un bon nombre de figurants, d'origen italià, es van fer tenyir el cabell de ros per assemblar-se als irlandesos.[4]
- El personatge de Bill el Carnisser està inspirat en un home que realment va existir, Bill Poole.[4] Inicialment carnisser, després es va fer boxejador professional. Tanmateix, ja havia mort en el moment dels Draft Riots. Al principi, aquest paper l'havia d'interpretar Robert De Niro, després Willem Dafoe, però finalment Daniel Day-Lewis, en semijubilació a Itàlia (la pel·lícula ha estat d'altra banda rodada als estudis Cinecittà de Roma), va ser convençut pel director per interpretar aquest personatge.
- Uns 850.000 objectes d'època, trobats en uns treballs d'ampliacions d'un aparcament a Nova York, van ser utilitzats a la pel·lícula. Després del rodatge, es van reunir a l'edifici 6 del World Trade Center. Amb l'atemptat de l'11 de setembre de 2001, només es van trobar18 objectes.
- Leonardo Di Caprio i Daniel Day-Lewis van haver d'entrenar durant un mes llarg per preparar el combat final. El programa del primer va durar 11 mesos i implicava l'aixecament de pesos, el llançament de ganivets i diferents tècniques de combat de l'època.
- Tim Monich, un entrenador especialista en lèxic va ser contractat per tal de restituir l'accent i l'argot específic dels habitants de Nova York a mitjan segle xix. No tenint cap gravació de l'època, s'ha basat sobre pamflets humorístics, poemes, balades i extractes de la premsa per aconseguir un bon vocabulari.
- Una altra pel·lícula de Scorcese, L'edat de la innocència (1993) amb Daniel Day-Lewis i Michelle Pfeiffer de protagonistes, tracta en el Nova York de la mateixa època.